# 黒米

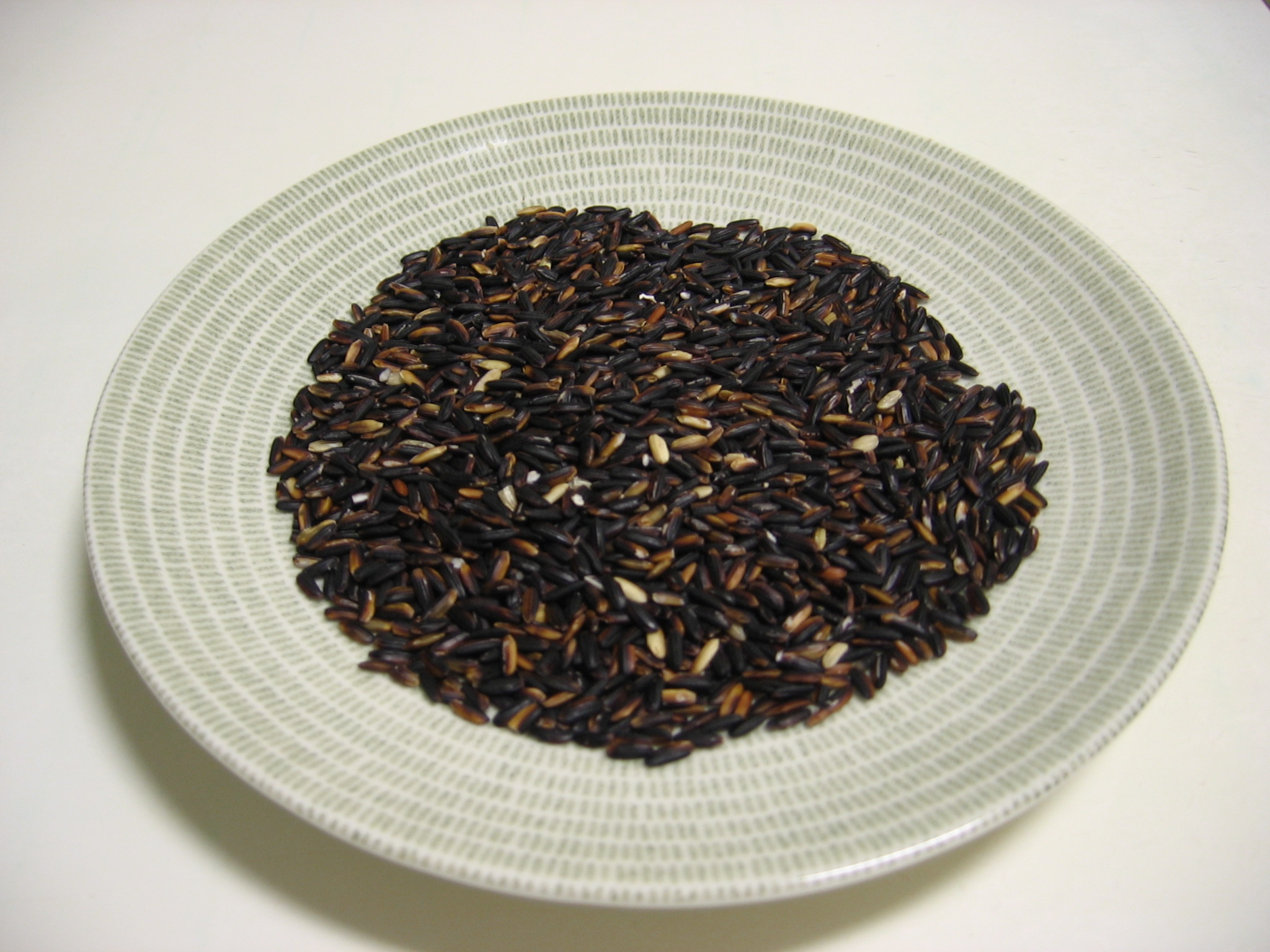
黒米

黒米（くろまい、くろごめ）、または紫黒米（しこくまい）、紫米（むらさきまい）とはイネの栽培品種のうち、玄米の種皮または果皮の少なくとも一方（主に果皮）にアントシアニン系の紫黒色素を含む品種のことである。中国では「紫米」、「紫糯」、「黒糯」、「鶏血糯」と呼ばれる。赤米の一種とされる場合もある。

## 性質・特徴

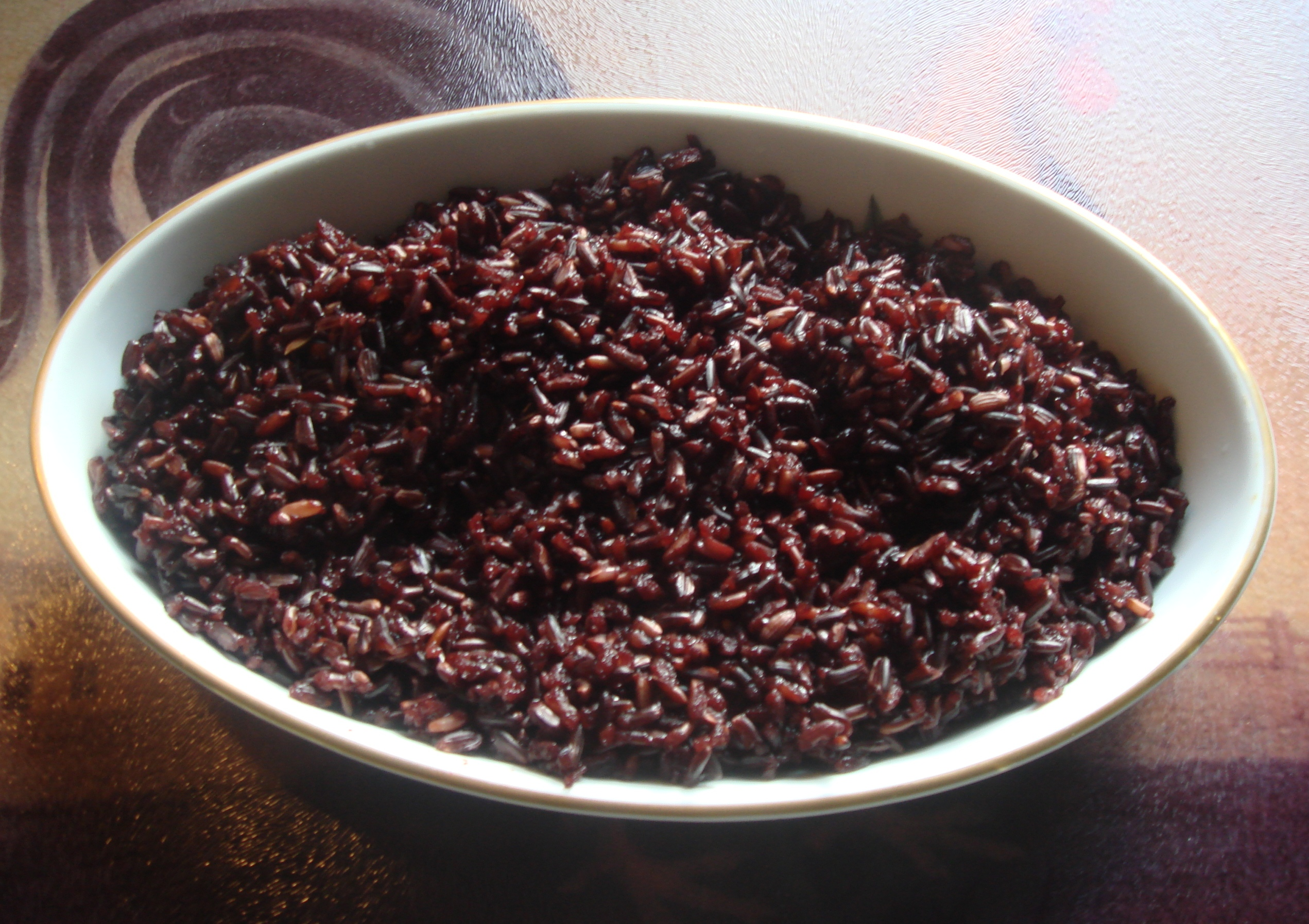
調理した黒米

黒米は糠にビタミン（ビタミンB、ビタミンEなど）、リン・カルシウムなどのミネラルを含み、摂取することで滋養強壮作用がもたらされるといわれている。また、白米や赤米よりも高い抗酸化機能を持つ。
玄米の種皮または果皮の少なくとも一方にアントシアニン系の紫黒色素を含み、食用米としての黒米は主に果皮部に含まれるものを指す。タンニン系の赤色色素を併せもつ品種もあるが、そうしたものは見かけの色から黒米に分類されると考えられている。アントシアニンはポリフェノールの一種で、視力増強や肝機能の強化の作用があるとされる。着色の程度は栽培方法や栽培時の環境によって大きく左右され、高温や乾燥によって着色が悪くなる。また、登熟期間を高温の環境で迎えても着色が悪い。稲穂の色は、出穂開花後1〜2週間が最も美しいとされる。
吸肥力が強い、気候の変化などの環境変化に強い、棚田などの環境不良田であっても育成が比較的容易といった特徴がある。一方、丈が長く倒れやすい、収量が少ないなどの難点も有している。また、普通品種や赤米に比べて室温に長期間保存した場合の発芽率が高いことから、貯蔵性・保存性が低いとされる。
用途としては酒、うどん、蕎麦、餅、菓子、パンなどの食品に加工されるほか、染色にも用いられ、藁はリースや注連縄、ドライフラワーなどに加工される。
酒については、赤米をはじめとする有色米を使って着色酒を製造する方法が1980年代に日本で考案され、特許を取得している。また、東京農業大学の門倉利守らは、蒸した玄米を酸素剤により糖化し、乳酸を加え、酵母を加えて発酵させる方法により、黒米を原料とする赤色のライスワインを作ることに成功した。

## 歴史

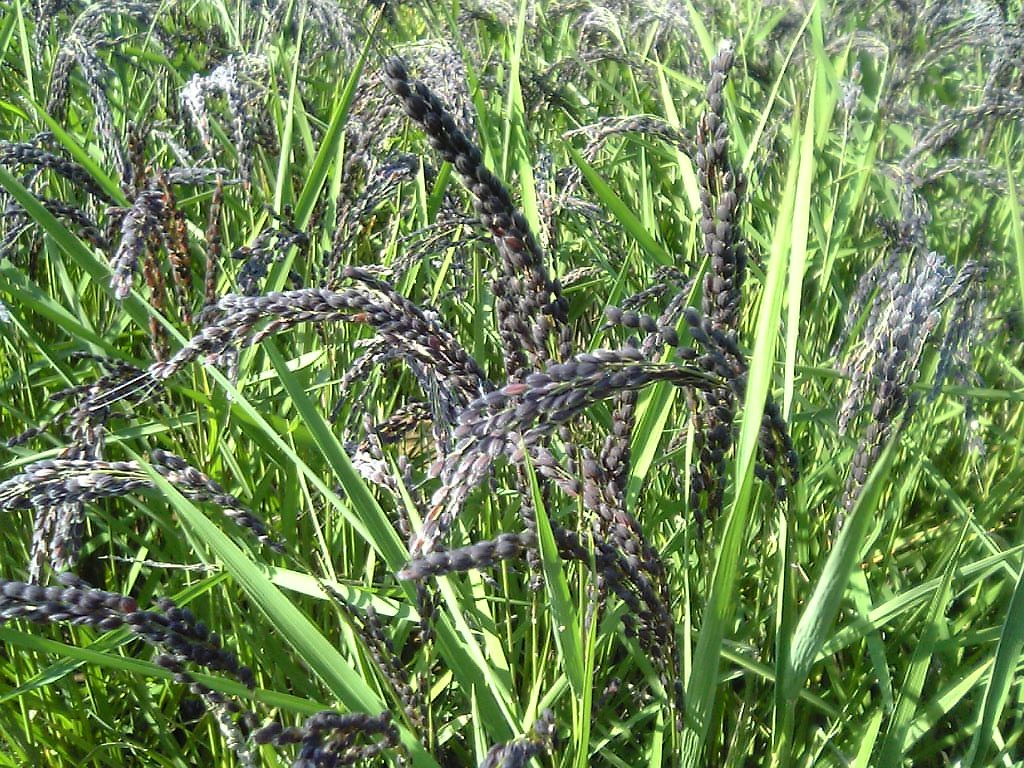
黒米の稲穂

中国では「紫米」、「紫糯」、「黒糯」、「鶏血糯」などと呼ばれ、古くから栽培されてきた。酒に加工されたほか、漢方薬や産婦の栄養食品としても用いられた。バリ島では古くから在来種が栽培されており、ミャンマー・タイ・マレーシア・カンボジア・ラオス・ベトナム・フィリピン・台湾・ネパールなどでも栽培されている。東南アジアでは吸水させた黒米を石臼ですり潰し、ヤシ糖とココナッツミルクを加えて鍋で炊いたケーキや、竹筒の中に黒米と水またはココナッツミルクを入れて焼いた飯 が作られている。中世のベトナムでは王侯貴族達しか食べられられない高級食材であった。特にベトナムを中心とした東南アジア地域では黒玄米(越:gạo cẩm)と呼ばれ、健康食品として注目されている。
日本では1989年以降進められた農林水産省によるプロジェクト研究「スーパーライス計画」により、品種改良が進められた。

## 品種
朝紫（奥羽349号）バリ島在来品種の粳種黒米と、日本の糯種品種である「タツミモチ」及び「ココノエモチ」を交配した黒米系統（東糯396）に更に「ふくひびき」を交配して、農研機構東北農業試験場育成された糯の品種。早生で収量に改善がみられる。日本では東北地方中南部以南での栽培に適している。完全に精白すると白米と同程度に白くなる。
天紫粳種。島根県農業試験所が育成。
おくのむらさき（奥羽368号）
「朝紫」同様に農研機構東北農業試験場が育成した品種。粳種であり、大粒で収量が多い。
接骨糯中国雲南省で栽培されている品種。粒が丸い。名前の由来は砕いても蒸すと形が整うからとも、傷の治療に用いるからともされる。
黒粘中国の広東農業科学院が、黒米と改良モチ品種をもとに育成。
このほかに、中国などで育成された半改良種があるが、脱粒性が大きく、収量が低いという欠点がある。